# Majapahit

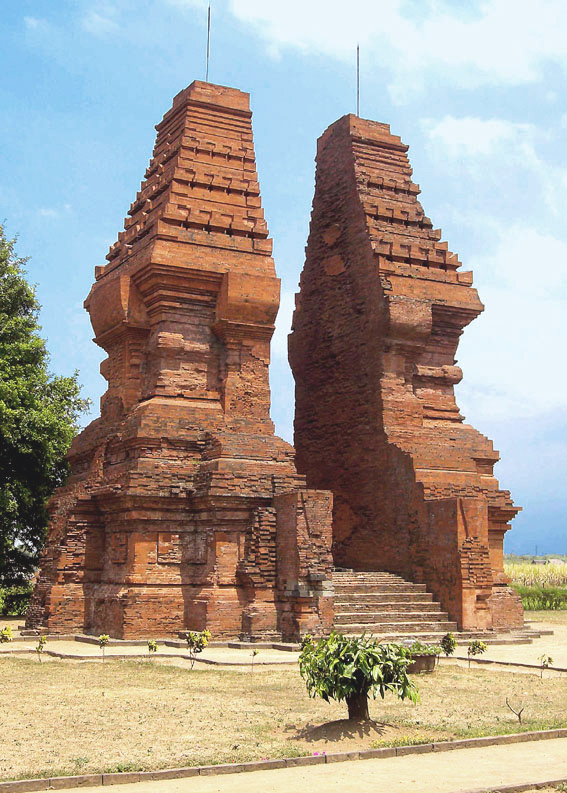
Un'antica entrata della capitale dell'Impero Majapahit, Trowulan - Indonesia

Majapahit è un antico regno giavanese sorto nel 1293 e scomparso nel 1520.
Il regno era situato nella parte orientale dell'isola di Giava in Indonesia. La capitale era Trowulan, non lontano dall'attuale città di Mojokerto, a circa 60 km a sud-ovest di Surabaya. 
Dopo il solo Sultanato di Sambas (che era in origine suo vassallo) e l'antico regno Srivijaya, fu il più grande stato in Malesia e Indonesia, coprendo 410.000 km². All'apice del potere aveva oltre al proprio territorio 21 stati vassalli, di cui 18 in Kalimantan, e 98 regioni tributarie. La sua influenza si estendeva oltre i confini indonesiani e malesi, fino alla Nuova Guinea. 
Non è tuttavia chiaro quali fossero i suoi reali confini, dal momento che la maggior parte dei regni vassalli si limitava a pagare simbolici tributi o addirittura rifiutava di farlo (ad esempio Ratu Gipang di Sambas). Majapahit vantava infatti di dominare un territorio pari addirittura a 2,7 milioni di km² quando in realtà era composto di stati quasi sempre autonomi o indipendenti. Sembra più probabile che la vera forza Majapahit si basasse sul dominio delle acque di tutta la moderna Indonesia, insomma una talassocrazia. Per questo era detto "il regno del mare".

## Fonti
Le fonti che parlano di questa realtà sono numerose e spaziano dalle cronache cinesi alle iscrizioni contemporanee. Le fonti storiche principali sono il Pararaton (Libro dei Re) scritto in lingua Kawi, una cronaca elogiativa del mitico sovrano Ken Arok, ed il Nagarakertagama un elogio scritto in Giavanese antico, composto nel 1365.
A ciò si aggiunga la cronaca in lingua malese Hikayat Hang Tuah, scritta tra il 1641 e il 1726 dove si parla del regno di Majapahit, che viene descritto come un potente avversario del sultanato di Malacca. Esistono poi numerosi riferimenti nel folklore delle popolazioni di culture circostanti a questo regno, e due iscrizioni che fanno riferimento ad esso, entrambe in Indonesia. La prima a Lampung, nell'isola di Sumatra e l'altra presso Buton, nel Sulawesi, in quest'ultimo sito archeologico si troverebbe, secondo la tradizione popolare del luogo, la tomba del grande condottiero di Majahpit Gajah Mada, il quale fu uno dei protagonisti dell'espansione territoriale del regno Majapahit nel suo periodo d'oro. Nella genealogia dei re del Sultanato di Bima esiste il nome di Batara Sang Bima Dewa del quale si dice provenisse dal regno di Majapahit.

## Storia

### Le origini
Il regno fu fondato dal principe Raden Wijaya, un nobile discendente dal mitico sovrano Ken Arok, signore di Singhasari, un regno situato nella parte orientale dell'isola giavanese.
La fondazione risale al periodo di conflitto tra il sovrano di Singhasari, Kertanegara, ed un suo feudatario, il re Jayakatwang, re di Kediri, ribellatosi al suo signore approfittando della minaccia di invasione da parte dell'impero mongolo di Kublai Khan. L'esercito di Jayakatwang invase con un attacco a sorpresa il territorio del suo signore usurpandone il trono, ma poco prima della sua vittoria finale il principe Raden Wijaya riuscì a fuggire e a trovare rifugio presso il piccolo villaggio di Tarik. Quando le truppe d'invasione mongole giunsero sull'isola, con un abile sotterfugio Raden convinse gli invasori ad allearsi con lui riuscendo così a deporre l'usurpatore. In seguito, con un secondo stratagemma, assalì di sorpresa i suoi alleati mongoli e li costrinse a fuggire dall'isola ottenendo così il pieno controllo del territorio.
La data ufficiale della fondazione di Majapahit viene fissata al giorno della incoronazione di questo sovrano, che prese il nome di Kertarajasa Jayawardhana, nel 15º mese Kartika dell'anno 1215 secondo il calendario Shalivahana, che equivarrebbe al 10 novembre 1293 del calendario gregoriano. Il regno di questo sovrano fu piuttosto burrascoso, in quanto alcuni dei suoi più stretti consiglieri complottarono contro di lui ma la congiura fu sventata grazie alle rivelazione del mahapati (primo ministro) che venne tuttavia giustiziato a sua volta perché sospettato di aver tramato anch'egli contro il re.
Alla morte di Raden Wijaya nel 1309, gli succedette suo figlio Jayanegara ancora bambino, che divenne in età adulta noto per la sua dissolutezza tanto da guadagnarsi l'appellativo di Kala Gemet ovvero debole e malvagio. Nel 1316 scoppiò una ribellione contro questo sovrano, guidata dal figlio di un alto dignitario di corte, a cui seguì una seconda ribellione nel 1316 che costrinse il sovrano a fuggire dalla capitale e venne sedata grazie al coraggio e alle capacità del capitano delle guardie reali, quello stesso Gajah Mada che avrebbe ricoperto successivamente un ruolo fondamentale nella storia del regno. Tuttavia, dopo aver salvato il suo sovrano, lo stesso Gajah Mada, organizzò l'uccisione di Jayanegara, reo di averle sottratto la sua sposa. Sotto il regno del successore del dissoluto Jayanegara, ovvero di sua sorella Tribhuwana Wijayatunggadewi, si assiste ad una rapida espansione territoriale grazie alle conquiste dei territori di Bali e dei regni di Melayu e Srivijaya.

### L'età d'oro del regno
Nel 1350 giunse al trono Hayam Wuruk, figlio di Tribhuwana, sotto la cui reggenza, soprattutto grazie all'apporto di Gajah Mada, divenuto ormai Primo Ministro del regno, Majapahit raggiunge la sua età d'oro e la sua massima espansione territoriale. Secondo la testimonianza del Nagarakertagama in questo periodo i territori della Penisola malese, di Sumatra, del Borneo, di Sulawesi, delle piccole Isole della Sonda, delle isole Molucche, della Nuova Guinea e parte del territorio delle Filippine erano tutti nusantara (luoghi al di là del mare) ovvero territori sotto il controllo del regno di Majapahit.
Risale al 1350 la conquista dei regni musulmani di Pasai e del Sultanato di Deli, due piccole nazioni lungo la costa settentrionale di Sumatra, e della città di Palembang, subito dopo la morte di Gajah Mada nel 1377.

### Il periodo di decadenza
Dopo la morte di Hayam Wuruk, nel 1389, seguì una aspra lotta per la successione, che combaciò con l'inizio della decadenza del regno. La principessa Kusumawardhani, figlia del precedente sovrano, sposò un suo parente, il principe Wikramawardhana che divenne di fatto il nuovo sovrano di Majapahit. Tuttavia l'ascesa al trono di Wikramawardhana fu contestata dal suo figliastro il principe Wirabumi, il quale scatenò una guerra civile nota come Paregreg, iniziata nel 1405 e terminata nel 1406 quando lo stesso Wirabumi venne sconfitto e giustiziato; tuttavia, la guerra intestina portò terribili conseguenze economiche e finanziarie che aggravarono ulteriormente la situazione interna del regno. Alla morte di Wikramawardhana nel 1426 giunse al trono sua figlia, la principessa Suhita, il suo regno durato fino al 1474, è indicativo del forte indebolimento di Majapahit, testimoniato dai numerosi compromessi tributati alle pressioni esercitate da diverse nazioni, in particolar modo la Cina, e alla sempre più pressante influenza degli stranieri, soprattutto quelli di religione islamica, presenti a corte e dei loro complotti tesi a fomentare sempre più le lotte intestine all'interno della famiglia reale.
Proprio a causa di questo forte indebolimento il regno di Majapahit fu incapace di contrastare l'ascesa del Sultanato di Malacca, fondato nel 1402 dal sultano Parameswara, e del Sultanato di Demak, due stati musulmani sorti lungo le coste settentrionali dell'isola di Giava. Ben presto il Sultanato di Demak, consapevole della debolezza del regno di Majapahit, guidato dal condottiero Jin Bun, invase il territorio giavanese e conquistò la capitale nel 1478 costringendo l'ultimo sovrano di Majapahit, Brawijaya VII alla fuga con la sua famiglia presso Sengguruh. Non contento di aver esiliato gli antichi sovrani di Majapahit, Jin Bun inviò una delegazione a Sengguruth intimando loro di convertirsi all'islamismo, ricevendo un netto rifiuto assaltò il villaggio costringendo i reali a fuggire in esilio a Bali nel 1478. Sebbene esistano prove documentali dell'esistenza del regno di Majapahit ancora nel 1521 e nel 1528, è indubbio che la fine di questo glorioso impero è segnato da un progressivo indebolimento, soprattutto economico a favore dei regni islamici sorti lungo le coste settentrionali, piuttosto che da un evento definitivo.
Dai resti di questo regno nascerà nel XVII secolo il sultanato di Sambas, con Ratu Sepudak, discendente dell'ultimo governatore Majapahit.

### L'eredità culturale
A seguito della diffusione della religione islamica nell'isola di Java, fu Bali a diventare il ricettacolo dell'eredità culturale e religiosa dell'antico impero di Majapahit.
Per la popolazione indonesiana, la memoria di questo impero richiama l'eco di un glorioso passato a cui ispirarsi. Persino le nazioni che contribuirono alla sua decadenza, come il sultanato di Demak, quello di Pajang e di Mataram cercarono di legittimare la propria autorità proprio come entità politiche in continuità con il glorioso potere di Majapahit.
Il motto indonesiano Bhinneka Tunggal Ika (Uniti nella Diversità) è una citazione dal poema in giavanese antico Kakawin Sutasoma, scritto da un poeta majapahit, Mpu Tantular.

## Sovrani del Majapahit

Albero genealogico della dinastia Rajasa, la famiglia reale del Singhasari e del Majapahit. Sono evidenziati i sovrani, con i loro periodi di regno.

I sovrani del Majapahit rappresentano un continuo dinastico di quelli di Singhasari, iniziato da Sri Ranggah Rajasa, fondatore della dinastia Rajasa nel tardo XIII secolo.
| Regno            | Monarca                                                               | Capitale                  | Informazioni ed eventi |
| ---------------- | --------------------------------------------------------------------- | ------------------------- | --- |
| 1293–1309        | Raden Wijaya, alias Kretarajasa Jayawardhana                          | Trowulan                  | - Vittoria contro i Mongoli mandati da Kublai Khan della dinastia Yuan - Ascesa al trono di Giava il 15º giorno di Kartika 1215 çaka (10 novembre 1293) - Rivolta di Ranggalawe (1295) |
| 1309–1328        | Kalagemet, alias Jayanagara                                           | Trowulan                  | - Ribellione di Nambi (1316) - Ribellione di Kuti (1319) - Jayanagara assassinato da Tanca (1328)                                                                                      |
| 1328–1350        | Regina regnante Sri Gitarja, alias Tribhuwana Wijayatunggadewi        | Trowulan                  | - Sadeng e Keta si ribellano (1331) - Pabali, conquista di Bali (1342–1343) - Conquista di Samudra Pasai (1349–1350)                                                                   |
| 1350–1389        | Hayam Wuruk, alias Sri Rajasanagara,                                  | Trowulan                  | - Pasunda Bubat (1357) - Età d'oro del Majapahit descritta nel Nagarakretagama (1365) - Attacco punitivo sulla ribellione di Palembang (1377)                                          |
| 1389–1429        | Wikramawardhana, alias Bhra Hyang Wisesa Aji Wikrama                  | Trowulan                  | - Assedio e invasione di Singapura (1398) - Guerra civile di Paregreg (1405–1406), Wikramawardhana sconfigge Bhre Wirabhumi - Campagna contro Pagarruyung (1409)                       |
| 1429–1447        | Suhita, regina regnante                                               | Trowulan                  | |
| 1447–1451        | Kretawijaya, alias Brawijaya I                                        | Trowulan                  | |
| 1451–1453        | Rajasawardhana, nato Bhre Pamotan, alias Brawijaya II                 | Trowulan                  | |
| 1453–1456        | Interregno                                                            |                           | |
| 1456–1466        | Bhre Wengker, Purwawisesha o Girishawardhana, alias Brawijaya III     | Trowulan                  | |
| 1466–1468 o 1478 | Singhawikramawardhana, Pandanalas, o Suraprabhawa, alias Brawijaya IV | Trowulan si sposta a Daha | |
| 1468–1478        | Bhre Kertabhumi, alias Brawijaya V                                    | Trowulan                  | |
| 1478–1489        | Girindrawardhana, alias Brawijaya VI                                  | Daha                      | - Guerra Sudarma Wisuta war (1478) - Girindrawardhana sconfigge Kertabhumi - Trowulan cade sotto il controllo di Daha                                                                  |
| 1489–1517        | Prabu Udara, alias Brawijaya VII                                      | Daha                      | Daha cade sotto il controllo di Demak (1517) |